# 三養ラーメン
三養ラーメン（サムヤンラーメン、Samyang Ramen、삼양라면）は、韓国の三養食品で製造されているインスタントラーメン。

## 概要
1963年9月15日に韓国初のインスタントラーメンとして発売された。当時の韓国は朝鮮戦争後の食糧難の時期であり、韓国人の主食であるコメの代わりに手軽に食べられる食品として考案された。三養食品創業者の全仲潤（チョン・ジュンユン）会長が日本の明星食品から無償で技術供与を受け、2台のインスタントラーメン製造装置を入手して生産を開始した。オレンジ色の包装で重量100g、価格10ウォンで発売された。当時はコーヒー1杯が35ウォンだったことを考えれば非常に安価であった。
発売当初は明星食品から供与された日本人向けラーメンの味をそのまま再現していたが、3年間の試行錯誤を経て麺やスープを韓国人の嗜好に合うものに改良し、市場占有率首位となる韓国の代表的なラーメンに成長した。
その後は、首位の座こそ後に新規参入した農心の安城湯麺や辛ラーメンに明け渡すこととなったものの、現在も上位の一角を占め、韓国では広く知られている商品である。
発売当初から1980年代までのパッケージには長音符で「三養라-면」と表記されていた。2009年に発売された復刻版のパッケージにも同様に表記された。
2018年までにおよそ110億個が販売された。

## CM
- 1985年 コ・ウヨン（朝鮮語版）（漫画家）
- 1986年 チェ・ヤンラク（朝鮮語版）、チャン・ドゥソク（朝鮮語版）（コメディアン）
- 1994年 イ・フィジェ（朝鮮語版）（タレント）
- 1995年 イ・ホンリョル（朝鮮語版）（コメディアン）
- 1998年 ピンクル[8]
- 2009年・2010年 少女時代（CMソングやダンスが話題となった[9]）